# 参宿增廿七
参宿增廿七（麒麟座7），又名BD-07 1373，HD 44112、SAO 133114、HR 2273，是麒麟座的一颗恒星，视星等为5.27，位于銀經216.36，銀緯-10.59，其B1900.0坐标为赤經6h 14m 53.7s，赤緯-7° -10.59′ 51″。